# The Hole (Golden Earring)
The Hole is een muziekalbum van Golden Earring uit mei 1986.
The Hole is na Cut en N.E.W.S. de derde elpee die is geproduceerd door Shell Schellekens. Naar de op dat moment heersende mode wordt gezocht naar een radiovriendelijk arenarockgeluid à la het Amerikaanse Foreigner en het Britse Whitesnake. Het resultaat is een logge, bombastische productie. De bandleden waren zeer ontstemd en beschouwden The Hole als een van hun dieptepunten. Ter promotie van het album gaf Golden Earring in de zomer van 1986 op het strand van Scheveningen een gratis concert voor 185.000 bezoekers. De singlehit is Quiet Eyes: nummer 9 in de Top 40. Anton Corbijn maakte voor deze single een videoclip. Deze is in dezelfde zwart-witstijl als de door hem gemaakte foto's op de binnenhoes. Quiet Eyes bereikte de 31e positie in de Billboard Mainstream Rock Tracks.

## Nummers
1. They Dance (5.20)
2. Quiet Eyes (4.12)
3. Save the Best for Later (5.23)
4. Have a Heart (4.06)
5. Love in Motion (3.50)
6. Jane Jane (5.00)
7. Jump and Run (6.30)
8. Why Do I (5.20)
9. A Shout in the Dark (5.36)

Discografie